# Les Règles du jeu: Roy Dupuis
Les Règles du jeu: Roy Dupuis è un documentario autobiografico che parla della vita dell'attore canadese Roy Dupuis, completato nel dicembre 2005, dura 24 minuti (suddivisi in 8 episodi), è in lingua francese ed è lo stesso attore ad esserne il protagonista. Trasmesso per la prima volta il 26 gennaio 2006 da Super Écran, un'emittente televisiva nazionale canadese a pagamento che trasmette le versioni più popolari di film e serie tv.

## Trama biografica
Il documentario inizia con l'inquadratura di Roy Dupuis che apre la porta ed entra nella stanza dove si trova, sopra un tavolo, una vecchia fotografia del suo villaggio nativo.
(Roy Dupuis)
Queste sono le prime parole pronunciate, nel filmato, dall'attore canadese.

### L'infanzia
Dupuis inizia il racconto dicendo di aver vissuto tre mesi lì e che poi il padre, un commesso viaggiatore, venne trasferito ad Amos e con lui tutta la famiglia. Ricorda di aver vissuto ad Amos sino all'età di 11 anni e poi nel Nord Ontario. Dupuis racconta di essere sempre stato il tipo di ragazzino (e dice di esserlo tuttora) per il quale era difficile andare a dormire, temeva di dimenticare qualcosa.
(Roy Dupuis)
Dupuis mostra la fotografia di una chiesa, racconta che si tratta della chiesa dove lui usava servire la messa, dice che quello era uno dei primi ruoli che ha interpretato, il primo costume che ha indossato. Roy racconta che i costumi lo hanno, di fatto, sempre ispirato, hanno spesso stimolato la sua immaginazione (come accade alla maggior parte dei bambini), ma che all'Ecole Nationale, il primo anno, aveva dovuto lavorare senza nessun accessorio, come dei mimi, da allora dice di odiare i mimi.

### L'adolescenza e la famiglia
Roy Dupuis prosegue il documentario raccontando la motivazione che lo ha portato a studiare all'Ecole Nationale, ricorda che si trattava di un mercoledì mattina, di una settimana in cui il padre era fuori per lavoro e la madre andò a svegliarlo dicendogli che sarebbero andati via, capì che stavano fuggendo dal padre e ricorda che la madre passò il giorno a scegliere la metà delle cose di casa che avrebbero portato via.  Ricorda di aver visto il padre entrare in casa, mentre lui andava via con la madre e cercò di mettersi nei suoi panni.
(Roy Dupuis)

### Il teatro
Dupuis prosegue affermando che se la madre quella mattina non lo avesse svegliato con quella frase, lui non sarebbe mai diventato un attore. Ne è sicuro.

Roy racconta dell'evento decisivo che lo ha portato ad essere un attore che fu quando vide il film Molière di Mounchkin, ricorda, il giorno successivo, di aver saltato il corso di scienze, (lui studiava infatti scienze), per salire al corso di teatro francese.  Racconta che in quel corso dovevano preparare un compito in classe, così Roy si studiò una scena di "Le balayeur de nuit" e quando la recitò di fronte al professore e a tutta la classe con tanto di mocassini, scopa, il cappello della madre ed una maschera di carta fatta da lui personalmente, venne espulso dalla classe, ma solo una settimana dopo decisero di portare in teatro proprio "Le malade imaginaire" di Molière e vollero lui come "malato": racconta che il professore volle lui perché gli disse che lui è il malato di Molière, perché lui è malato!

### L'Ecole Nationale
Dupuis racconta di aver incontrato Michèle Labonté in quella recita scolastica e che lei aveva deciso di andare all'Ecole Nationale.  Un paio di mesi più tardi ricorda che Michèle lo chiamò chiedendogli di aiutarla a preparare una scena da Le malade imaginaire per l'audizione alla scuola. Due giorni prima dell'audizione, Roy racconta che era il suo compleanno e che Michèle si presentò con una busta che conteneva il modulo d'iscrizione all'Ecole Nationale: il modulo era di un loro conoscente che aveva rinunciato così che lei gli suggerì di prendere il suo posto. Roy racconta che non avrebbe avuto nulla da perdere, studiava psicologia solo perché non aveva altro da fare, fumava e giocava a scacchi, non faceva altro, così che non avrebbe potuto perdere nulla.

Dupuis racconta d'essere andato all'audizione a recitare la sua scena da Le malade imaginaire di fronte a Michèle Rossignol la direttrice della scuola.  Prosegue ricordando che lei lo guardò e si accorse della differenza fra lui e la foto del ragazzo sul modulo d'iscrizione, poi a bassa voce lei gli disse che non avrebbe dovuto fare una cosa del genere e gli chiese perché non aveva fatto lui stesso la domanda d'iscrizione e Roy rispose che
(Roy Dupuis)

## Il violoncello e la personalità
La scena cambia, Roy Dupuis prende il suo violoncello ed inizia a parlare della sua personalità. Racconta di non essere particolarmente timido ma che non ama salire sul palcoscenico come se stesso e continua dicendo che si potrebbe paragonare l'attore ad uno strumento musicale, ma che è solo una frase sentita all'Ecole Nationale e che non è ciò che pensa personalmente.
(Roy Dupuis)
Dupuis prosegue parlando di se stesso, ammette di essere una persona introversa, e di averlo imparato in psicoanalisi.  Racconta di essere stato 7 anni in psicoanalisi e di aver imparato che ci sono due tipi di persone; gli introversi e gli estroversi. In genere gli introversi, dice, parlando quindi anche di se stesso, tendono ad essere più lenti, amano prendersi del tempo e pensare prima di parlare e non amano le chiacchiere inutili e quindi sono delle persone che non stanno sul palcoscenico con gran facilità.  Prosegue dicendo che personalmente, quando sale sul palcoscenico, non è lui ad andare in scena ma il personaggio che deve interpretare e che lui non è il tipo di attore che prende l'ispirazione dalla propria vita.
(Roy Dupuis)

## La barca
La scena cambia ancora, inizia con Roy Dupuis che lavora sulla sua barca, ed inizia a raccontare di aver un amico con l'hobby delle barche a vela e che dopo averne parlato con lui, decise di prendere una barca anche per sé.  Roy racconta di aver voluto imparare come sono fatte le barche, di aver girato tutta la costa orientale americana con la sua ragazza per visitare molti costruttori navali, prima di acquistare la barca.
(Roy Dupuis)
Dupuis prosegue dicendo che vorrebbe fare un viaggio intorno al mondo sulla sua barca a vela, che gli interessa imparare come funziona perché ci sono molti aspetti che non si finisce mai di imparare, dice che se la barca non fa certe cose in un determinato momento può essere una catastrofe, che c'è tutta una cultura meccanica, elettrica e meteorologica della navigazione da imparare.
Veramente questo viaggio riguarda la mia curiosità. Per me, è il modo più vivo di viaggiare che abbia sinora sperimentato... per il legame che si crea con il pianeta, il vento, l'acqua. Ho vissuto alcuni momenti: i momenti di grazia. Questo è l'unico modo in cui posso esprimere questo. Quando navighi, non sei l'unico a decidere, c'è il vento. Si deve ascoltare ed imparare bene perché è lui che ti permettere di andare avanti, o può ucciderti.»
(Roy Dupuis)
Roy conclude dicendo che imparare bene significa ascoltare bene, senza saltare le cose. Dice che mettersi in gioco, nell'agire, è lo stesso, bisogna stare in ascolto, ascoltare. Dice che possiamo chiamare quei momenti, i momenti di grazia, "sono i secondi" che diventano reali, così come la vita, e a volte anche di più.